# Tiffany (album)
Tiffany je debitantski studijski album istoimene američke pjevačice Tiffany. Album je objavljen 15. rujna 1987. godine, a objavila ga je diskografska kuća MCA Records. Prije no što je potpisala ugovor s MCA Records-om 1987. godine, Tiffany počela je surađivati s menadžerom i producentom Georgeom Tobinom nekoliko godina ranije, pa je tako moguće da je svoje prve pjesme snimila kad je imala samo 12 godina. Pjesma, "Danny" bio je prvi singl objavljen s albuma; no nije se popeo na glazbene ljestvice. 
Kako bi promovirala album i stvorila ime za sebe, Tiffany je krenula u takozvanu "turneju po trgovačkim centrima", naziva "The Beautiful You: Celebrating the Good Life Shopping Mall Tour '87". Tiffany je na turneji pjevala u nekolicini trgovačkih centara diljem SAD-a; u početku pred malom publikom, no što je Tiffany popularnost rasla to je i njena publika.
Dok je Tiffanyijna popularnost rasla, radijskim postajama svidjela se njena obrada pjesme "I Think We're Alone Now", koju je prvobitno snimio sastav Tommy James & the Shondells'. Pjesma je ubrzo objavljena kao njen drugi singl; Tiffanyijna obrada pjesme "I Think We're Alone Now" postao je njen prvi broj jedan hit, u SAD-u i UK-u. Njen drugi singl "Could've Been također se plasirao na prvo mjesto. Uz pomoć ta dva singla, i sam album se popeo na prvo mjesto Billboardove ljestvice Top Pop Albums; skinuvši tako s trona Michael Jacksonov Bad. Tiffany, koje je u to vrijeme imala samo 16 godina, postala je najmlađa pjevačica čiji je album bio prvi na toj ljestvici, i najmlađa pjevačica čija su dva singla bila na prvom mjestu. Obrada pjesme Beatlesa  "I Saw Her Standing There", koja je zbog spolova preimenovana u "I Saw Him Standing There" bio je zadnji hit s albuma. Album je certificiran kao četverostruki platinum album od Udruženja diskografske industrije Amerike (RIAA).
Zadnji singl s albuma, "Feelings of Forever" nije dostigao uspjeh kao njegovi prethodnici.

## Popis pjesama
| 1.    | »Should've Been Me«             | 3:39 |
| 2.    | »Danny«                         | 4:00 |
| 3.    | »Spanish Eyes«                  | 3:56 |
| 4.    | »Feelings of Forever«           | 3:52 |
| 5.    | »Kid on a Corner«               | 4:02 |
| 6.    | »I Saw Him Standing There«      | 4:12 |
| 7.    | »Johnny's Got the Inside Moves« | 3:20 |
| 8.    | »Promises Made«                 | 4:50 |
| 9.    | »I Think We're Alone Now«       | 3:48 |
| 10.   | »Could've Been«                 | 3:31 |
| 39:08 |                                 |      |

## Zasluge
- Tiffany – vokali, prateći vokali
- Chuck Yamek – gitara (na pjesmama 1, 6, 9)
- Dann Huff – gitara (na pjesmama 1, 3-5, 10)
- Carl Verheyen – gitara (na pjesmi 2)
- John Duarte – klavijature, sintisajzer, synth-bass (na pjesmi 7), programiranje bubnjeva
- Richard Elliot – saksofon (na pjesmama 1, 7)
- Steve Rucker – glasovir, sintisajzer (na pjesmi 10)
- Willie Arnelas – bubnjevi (na pjesmi 10)

Ostalo osoblje
- George Tobin – produciranje, miksanje
- John Duarte – aranžiranje
- Brenda Farrell – koordinator produkcije
- John Kerns – inženjer zvuka, miksanje
- Bill Smith – inženjer zvuka, miksanje
- Steve Holroyd – pomoćnik inženjera zvuka
- David Means – pomoćnik inženjera zvuka
- Bryan Rutter – pomoćnik inženjera zvuka
- Steve Hall – mastering